# 邓楠
鄧楠（1945年10月15日—），女，籍贯四川广安，生于河北涉县，中华人民共和国政治人物，中國共產黨党員。中国人民政治协商会议第十二届全国委员会常务委员、教科文卫体委员会副主任委员。邓小平之女。

## 生平
1945年10月15日出生于河北省涉县129师司令部家属院。1964年毕业于原师大女附中（现北京师范大学附属实验中学前身）高中1班。1970年，毕业于北京大學物理系，文化大革命期间在陕西汉中地区劳动。曾在中国科学院自动化研究所及中国科学院半导体研究所任研究實習員，擔任原中华人民共和国科学技术委员会（现中华人民共和国科学技术部前身）政策局副局長、社會發展司司長。1991年11月，就任國家科委副主任。1992年，当选为中共十四大代表。1998年4月，出任中华人民共和国科学技术部副部长。2003年，当选中国人民政治协商会议第十届全国委员会委员。2004年10月，任中国科学技术协会党组书记，11月任中国科协书记处第一书记。2005年任中國科協常務副主席。2006年5月，中国科学技术协会第七届全国代表大会召开，选举产生第七届委员会，她继续当选为常务副主席。2006年5月任中国科协常务副主席、书记处第一书记。
2007年10月當選中国共产党第十七届中央委员会委員。2009年4月7日至15日，应古巴科技环境部和土耳其马尔马拉研究中心的邀请，中国科协常务副主席邓楠率中国科协代表团访问古巴和土耳其。2011年4月，不再担任中国科协职务。2011年6月增补为第十一届全国政协委员，教科文卫体委员会副主任。2013年，当选全国政协十二届常委及科教文卫体委员会副主任。2015年12月10日，邓楠率领中国科协高层专家考察团奔赴青岛调研。

## 书籍
《周光召与中国科协》邓楠 主编，2009-10中国科学技术出版社

## 家庭
- 丈夫：张宏，出生于江苏省泰州一个普通的农民家庭，3儿一女中张宏排行老二，毕业于北京大学。
- 女儿：邓卓芮，1972年11月14日在江西出生；小名眠眠[11]。
- 女婿：吴小晖，1966年10月18日出生于平阳县萧江镇周宅村。安邦保险董事长兼CEO，北京国通高盛投资有限公司董事长。邓卓芮是其第三任妻子。